# Aarre Lauha
Leevi Aarre Samuel Lauha, född 1 april 1907 i Nyslott, död 3 maj 1988 i Helsingfors, var i ordning den andre biskopen i Helsingfors stift inom Evangelisk-lutherska kyrkan i Finland. Han verkade som biskop mellan åren 1964 och 1972.
Lauha prästvigdes år 1929 i Viborg. Teologie doktor blev han år 1940. Han verkade också som professor i de bibliska grundspråken och gammaltestamentlig exegetik vid Teologiska fakulteten vid Helsingfors universitet. Chefredaktör för tidningen Kotimaa var han 1958–1964.